# Dagsnytt

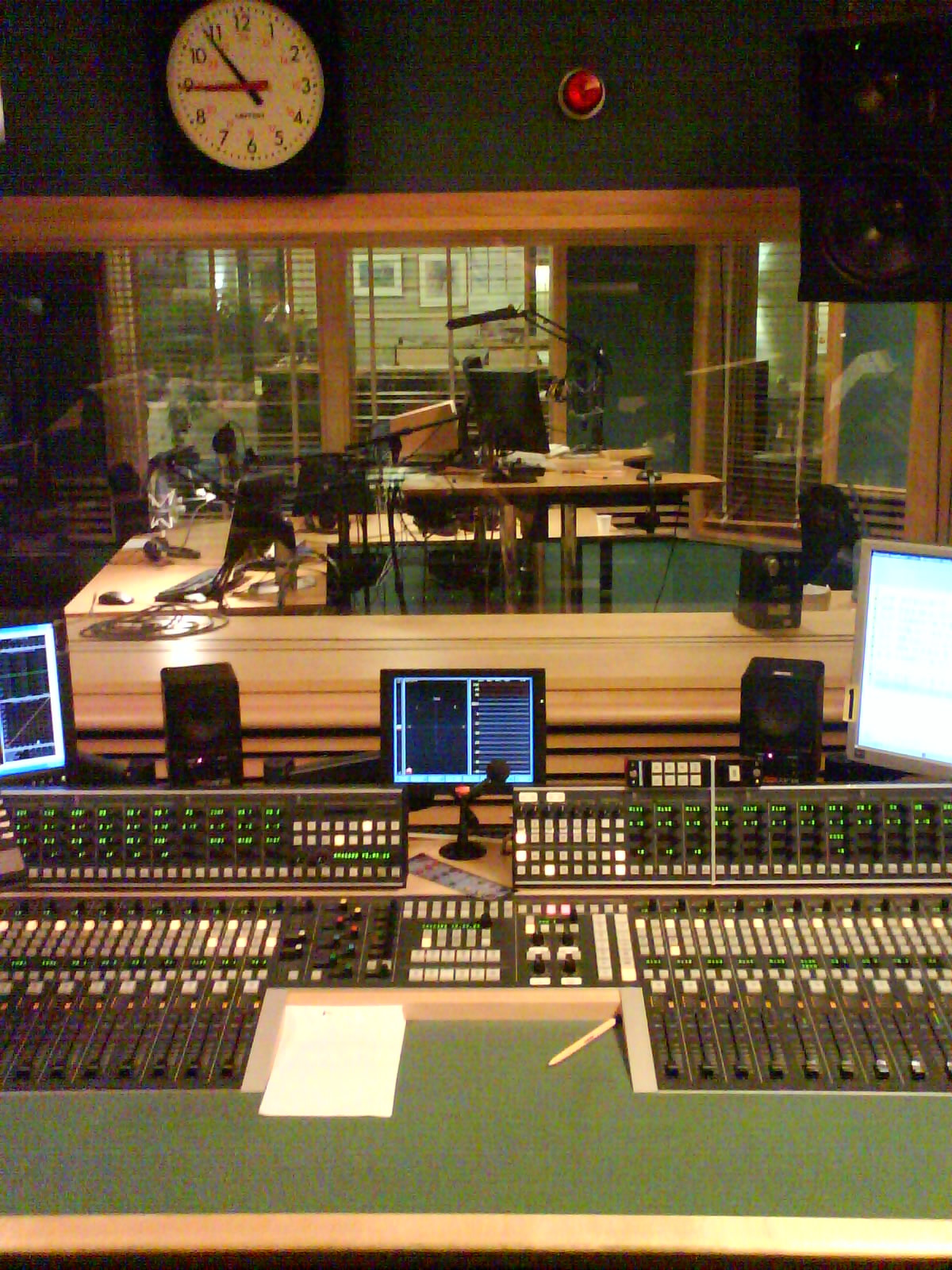
Studio K50 im Oktober 2007

Dagsnytt (norwegisch dagsnytt ‚Nachrichten des Tages‘) ist die führende Nachrichtensendung des norwegischen Hörfunks und wird seit 1934 von fast allen Hörfunkstationen des NRK ausgestrahlt. Somit gilt es, neben Dagsrevyen (Fernsehen), als eines der zwei Flaggschiffe der Nachrichtendivision des NRK.
Das Programm besteht aus stündlichen Bulletins mit einer Länge von drei Minuten und vier längeren täglichen Programmen mit einer Länge von fünf oder zehn Minuten (06:30, 07:30, 12:30 und 17:30). Die Sendung hatte im Jahr 2003 täglich etwa 2,5 Millionen Hörer, was mehr als der Hälfte der Bevölkerung des Landes entsprach.
Dagsnytt sendet zudem um 05:00 Uhr, 05:30 Uhr und 06:00 Uhr ein TV-Bild auf NRK1 unter dem Namen „NRK Nyheter“. Zudem ist es bei Nyhetsmorgen auf NRK1 von 06:30 Uhr bis 09:00 Uhr zu sehen.
Das Programm wird im Rundfunkhaus in Marienlyst im zentralen Osloer Stadtteil St. Hanshaugen produziert.